# Basilica di Santa Maria dei Servi

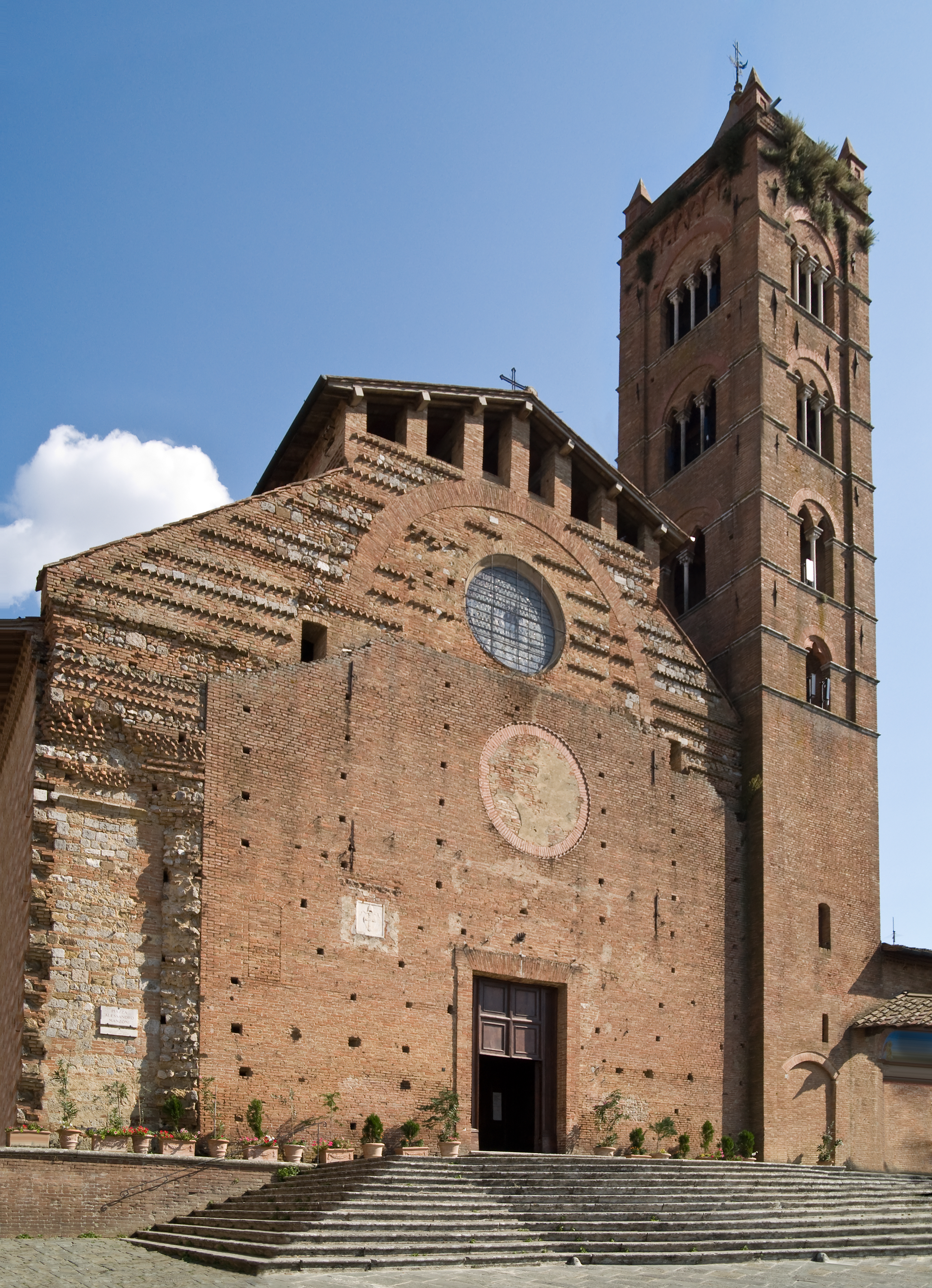
Basilica di Santa Maria dei Servi in Siena.

Basilica di Santa Maria dei Servi of voluit Basilica di San Clemente in Santa Maria dei Servi is een basiliek gebouwd in het terzo van San Martino op een heuveltop in het district Valdimonte aan de Piazza Alessandro Manzoni in Siena in de regio Toscane in Italië. 
De monniken van het servietenklooster net buiten de muren van Siena, begonnen op het einde van de 13e eeuw aan de vernieuwing van de basiliek van San Clemente, een oude kerk op dezelfde plaats. Het is naar de orde van de "servi" dat de kerk haar nieuwe naam kreeg. De werken aan de kerk en het nieuwe klooster werden mogelijk gemaakt dankzij de giften van de stad en van de familie Tolomei.
Naast de kerk kan men ook het vroegere klooster bezoeken waar fresco's en schilderwerken van beroemde kunstenaars te bewonderen zijn.

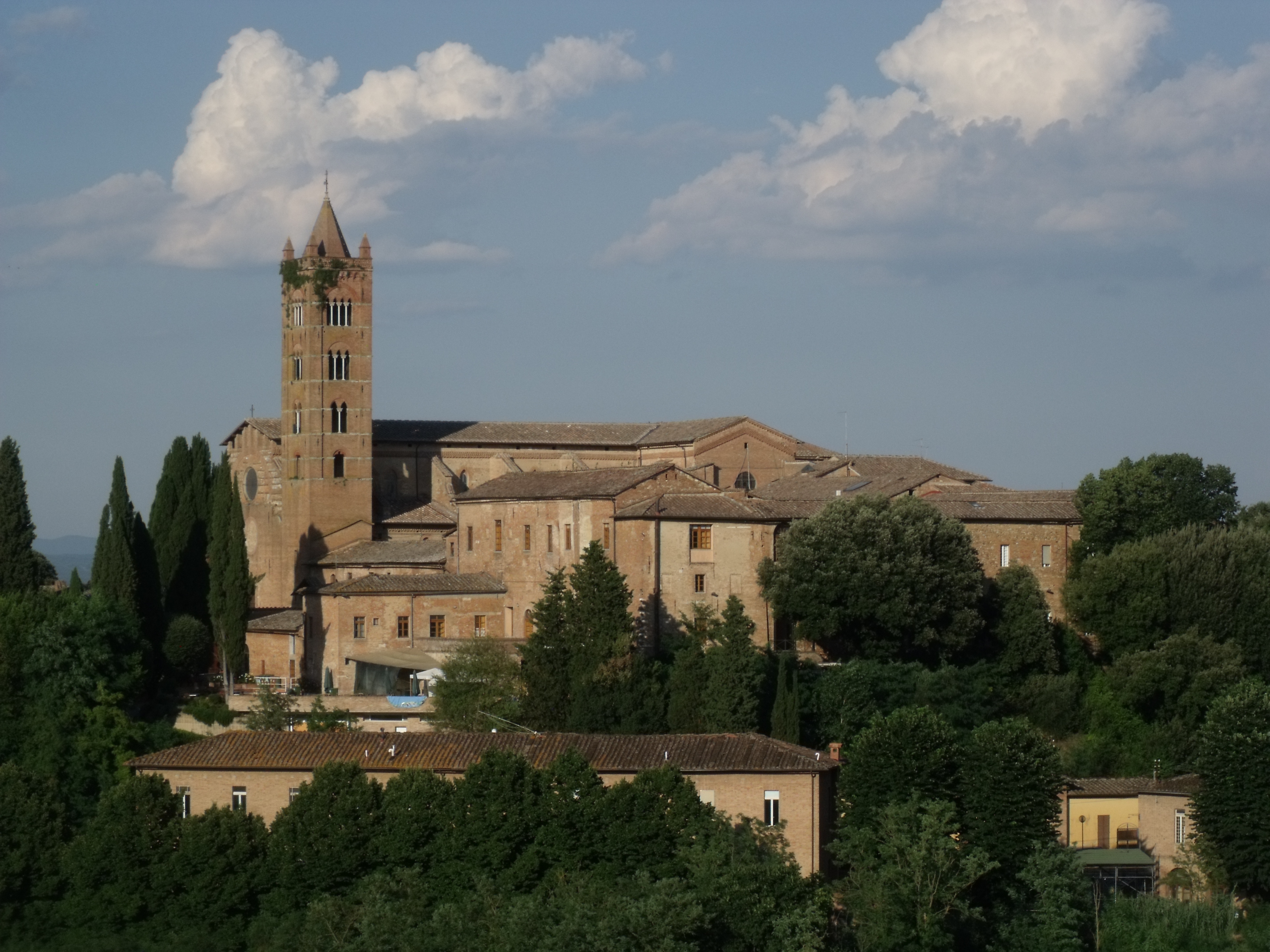
Basilica di Santa Maria dei Servi in Siena.

## Bouw
De servieten verhuisden tussen 1287 en 1297 naar een huis in de buurt, toen de stad de prostituees die in de buurt woonden en werkten deed verhuizen. De werken aan de kerk begonnen  tussen 1291 en 1308. In de periode van 1315 tot 1334 werden de apsiden gebouwd die voltooid werden in 1355 dankzij een legaat van de familie Petroni. Het eerste deel van de kerk, met het onderste deel van de huidige gevel werd voltooid in de 14e eeuw. Op het einde van de 13e eeuw werd een mooie, krachtige romaanse klokkentoren aan de kerk toegevoegd. In 1416 werd de trap die naar de kerk leidde vervangen door een pleintje dat ook nu nog naar de ingang van de kerk voert. Tussen 1471 en 1527 werd de kerk grondig verbouwd, ze kreeg een renaissancestructuur met drie beuken en ze werd ingewijd in 1533. De voorgevel werd nooit afgewerkt zoals trouwens bij vele andere Toscaanse kerken. De sobere, onafgewerkte bakstenen gevel uit de 15e eeuw contrasteert zeer sterk met de artistieke afwerking en kunst binnenin. De kerk is een combinatie van romaanse, renaissance en gotische elementen.

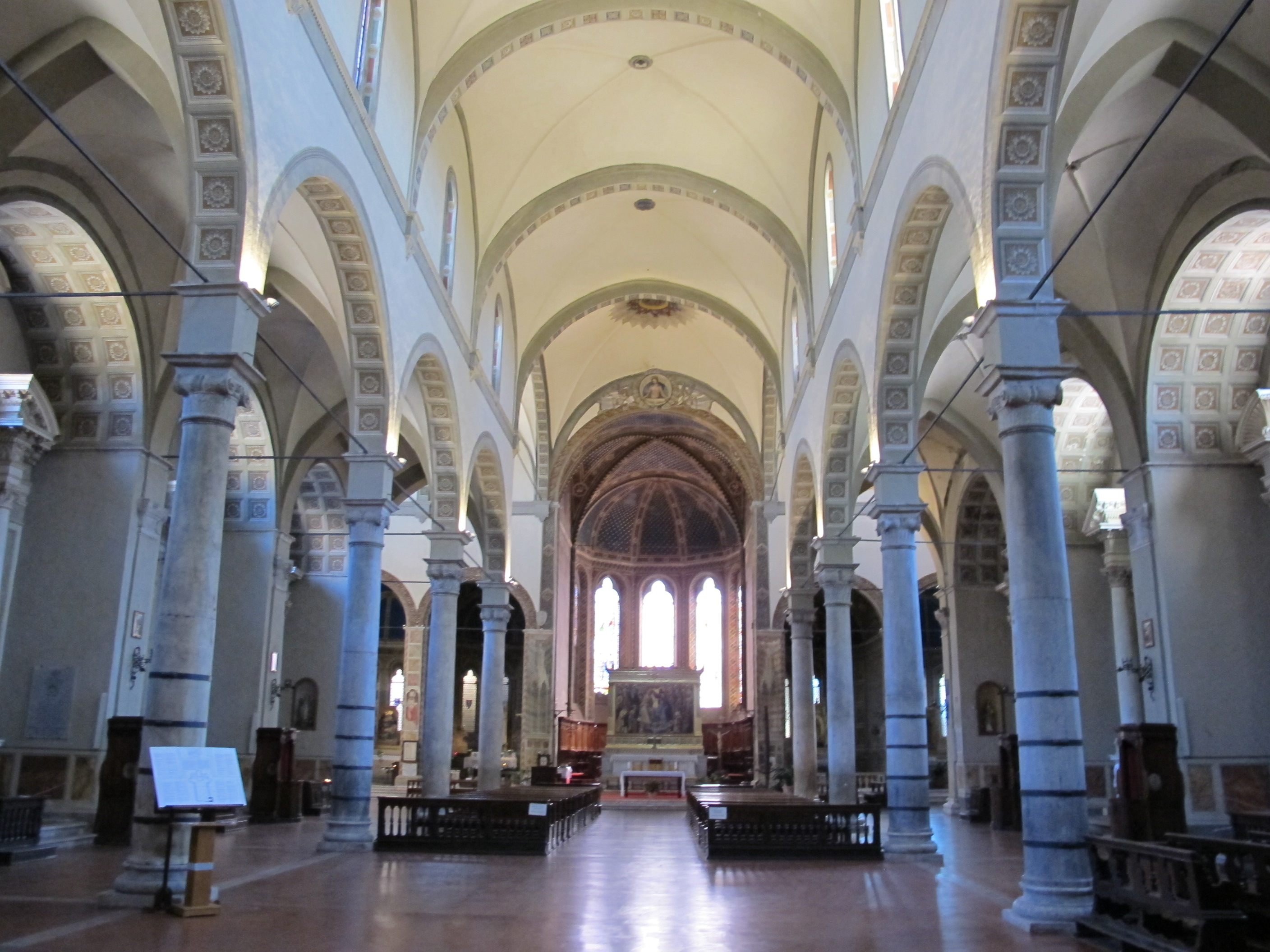
Basilica di Santa Maria dei Servi.

## Interieur
Het interieur heeft als grondplan een Latijns kruis met vijf kapellen aan elke zijde. De apsis en het transept zijn gebouwd in een gotische stijl, de drie beuken zijn in renaissance stijl en zouden zijn gebouwd naar een ontwerp van Baldassare Peruzzi.

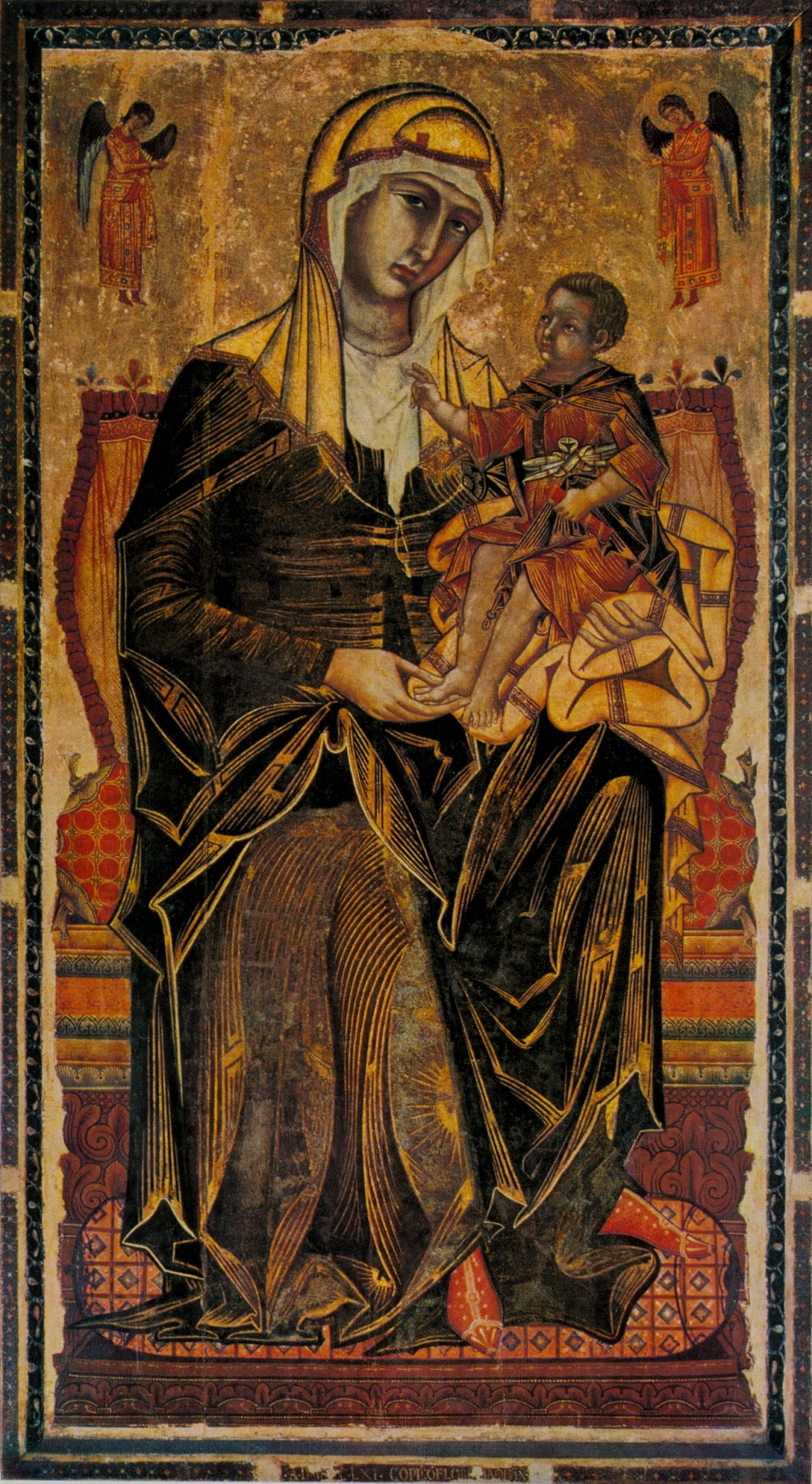
Coppo di Marcovaldo, 1261, Madonna del Bordone.

### Rechtervleugel
In de eerste kapel aan de rechterzijde zijn er nog resten van fresco's met onder meer een Madonna die de zielen in het vagevuur verlost en een Laatste Oordeel. In de tweede kapel bevindt zich het beroemde schilderij van de Madonna del Bordone geschilderd door de Florentijn Coppo di Marcovaldo omstreeks 1261. De schilder werd gevangen genomen tijdens de slag bij Montaperti op 4 september 1260 en betaalde met dit werk zijn losgeld. Het werk heeft een laat-Byzantijnse stijl, maar de gouden kruisarceringen van de diepblauwe en rode gewaden tonen een kromming en gratie die men niet in de echt Byzantijnse werken aantreft. De hoofden van de Madonna en het kind werden herschilderd door een lokale kunstenaar in de stijl van Duccio in het begin van de 14e eeuw. Naast de Madonna vindt men in deze kapel een Santa Catherina en een San Rocco van Arcangelo Salimbeni  uit de late 16e eeuw.
In de derde kapel kan men een Geboorte van de Madonna van Rutilio Manetti bewonderen.
Op het laatste altaar rechts bevindt zich een indrukwekkend verguld werk met de Moord op de onnozele kinderen van Matteo di Giovanni geschilderd in 1491. Bovenaan is er een lunet van dezelfde schilder met de Maagd en heiligen.

### Transept
Achteraan rechts in het transept vindt men een geschilderd kruisbeeld van de hand Niccolò di Segna. Op het altaar daaronder is een kopie geschilderd van de Madonna met kind van Lippo Memmi (het origineel wordt bewaard in de Pinacoteca). Naast het altaar vindt men de tombes van de heiligen Gioacchino Piccolomini en Francesco Patrizi. Maar de twee heiligen hoorden niet echt bij de adellijke families wiens naam ze dragen, maar naar de gewoonte van de tijd werden ze "geadopteerd" om de adellijke families meer aanzien te geven.

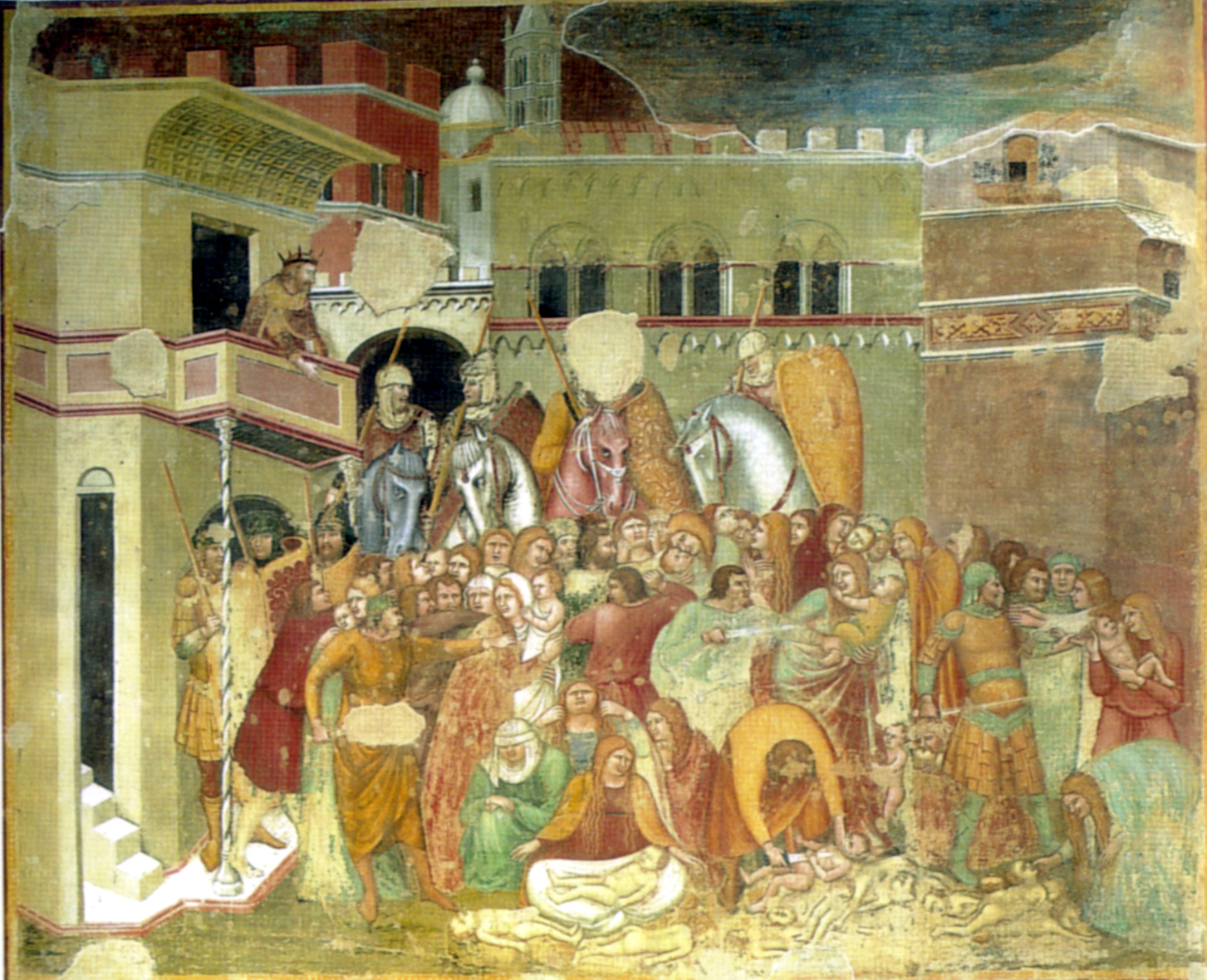
Pietro Lorenzetti, Moord op de onnozele kinderen.

In de meest rechtse kapel in het transept bevindt zich op de rechtermuur een fresco uit de 14e eeuw van de hand van Niccolò en Francesco di Segna en Pietro Lorenzetti, dat de Moord op de onnozele kinderen voorstelt. Het fresco met de heilige Agnes in de apsis is van de school van Pietro Lorenzetti.
In de eerste kapel aan de linkerzijde zijn er enkele anonieme fresco's aangebracht. De laatste kapel was versierd met een serie van grote (beschadigde) fresco's met onder meer Het banket van Herodes en de Tenhemelopneming van Johannes van Pietro Lorenzetti. Daarnaast hangt nog een Aanbidding der herders, onderdeel van een veelluik van Taddeo di Bartolo.
De laatste kapel aan de linkerzijde herbergt een Madonna del Misericordia (ook Madonna del Manto genoemd) gedateerd op 1431 en gesigneerd door Giovanni di Paolo.

### Middenbeuk

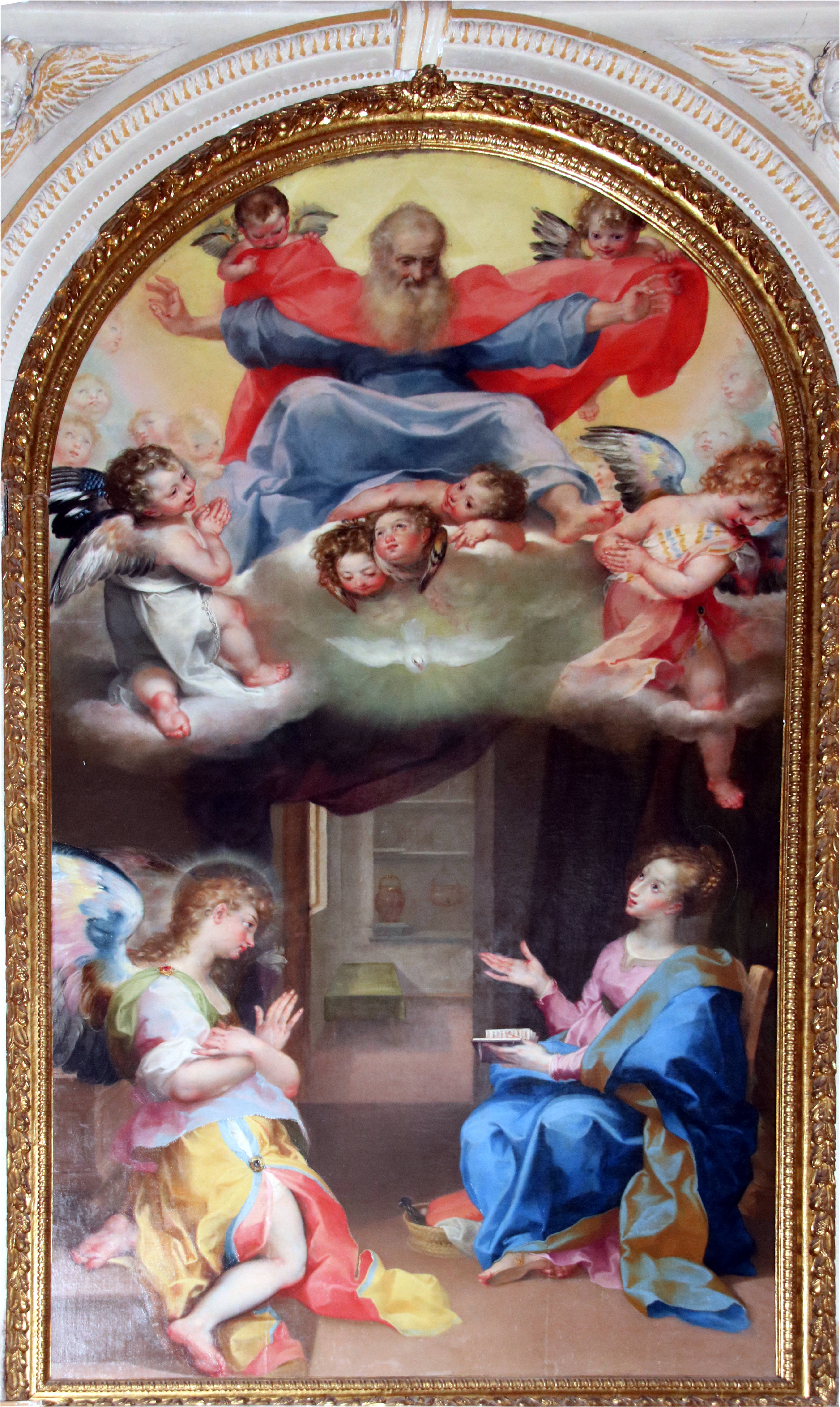
Francesco Vanni, Annunciatie.

Op het hoofdaltaar is een groot werk door Bernardino Funghi in 1501 dat  de Kroning van Maria voorstelt. Op de predella werd het leven van de heilige Clemens geschilderd maar die vier paneeltjes werden apart verkocht. Een vijfde paneel, het centrale paneel met een Dode Christus met twee engelen behoorde tot de collectie van Imelda en Ferdinand Marcos.

### Linkervleugel
In de laatste kapel aan de linkerzijde bevindt zich een Madonna del Belvedere van Jacopo di Mino del Pellicciaio. Dit werk wordt geflankeerd door een Heilige Jozef en een Maria Magdalena van Bernardino Fungai en in de eerste kapel bevindt zich een Annunciatie geschilderd in 1589 door Francesco Vanni.

## Trivia
In de kerk worden gedurende het ganse jaar regelmatig klassieke muziekconcerten gegeven.